# Драгослав Смиљанић
Драгослав Смиљанић (Ужице, 16. септембар 1894 — Београд, 17. мај 1968) био је српски лекар, политичар и публициста и санитетски пуковник ЈНА.

## Биографија
Рођен је 16. септембра 1894. у Ужицу. Потицао је из сиромашне занатлијске породице. Рано је остао без оца Добросава, па га је издржавала мајка. Након основне школе, уписао је Ужичку гимназију. Током школовања био је члан ђачке дружине Напредак. У петом разред се заинтересовао за социјалистичке идеје. Био је симпатизер Социјалдемократске партије и Димитрија Туцовића.
У лето 1914. као добровољац, прикључио се Српској војсци и као борац-наредник учествовао у борбама против Аустроугарске, а потом у повлачењу преко Албаније и борбама на Солунском фронту.  Након Првог светског рата, живео је у Француској, где се школовао и завршио Медицински факултет, 1923. године. Након повратка у Београд био је директор санаторијума Живковић.
Као присталица социјалистичких идеја, прихватио је идеје Велике октобарске социјалистичке револуције и био члан илегалне Комунистичке партије Југославије (КПЈ). Након што је 1926. дошао у сукоб са браћом Вујовић, члановима руководства КПЈ, напустио је револуционарни раднички покрет и прикључио се грађанској опозицији. Био је један од оснивача Радничко-сељачке странке 1933, а касније и Југословенске демократске странке. Као  припадник левог крила Демократске странке учествова је на скуповима удружене опозиције.
Заједно са др Иваном Рибаром 1938. искључен је из Демократске странке, након чега је припадао политичког групи Демократска левица. Уређивао је два недељника: Глас (1930—1932) и Социјални весник (1930). Састављао је летке, меморандуме, програме и статуте, писао чланке за штампу, организовао је опозиционе скупове и говорио на њима.
Као резервни официр учествовао је у Априлском рату 1941, али је након капитулације Југословенске војске одведен у заробљеништво. Због болести је 1943. пуштен из заробљеничког логора. Септембра 1944. прикључио се Народноослободилачком покрету (НОП).
Након рата био је управник болничког центра у Пожаревцу (1945), управник Главне армијске болнице у Нишу (1946—1948), управник Обласне војне болнице у Београду (1948—1952), начелник Поликлинике Војномедицинске академије (1952—1957), начелник Одељења научно-истраживачког рада ВМА (1960—1961). Пензионисан је 1961. у чину санитетског пуковника ЈНА.
Умро је 17. маја 1968. у Београду и сахрањен је на Новом гробљу.
Носилац је Албанске споменице и Партизанске споменице 1941, као и више ратних и мирнодопских одликовања.
Од 1930-их година бавио се публицистичким и књижевним радом.

## Дела
Написао је неколико дела:
- Успут (1930)
- После топова (1933)
- Епилог хероја (1933)
- Сећање на једну диктатуру (1955)
- Драма брака и породице (1965)